# حکمرانی متن‌باز
حکمرانی متن‌باز (که با نام‌های حکمرانی باز و سیاست باز نیز شناخته می‌شود) یک فلسفه سیاسی است که از به‌کارگیری فلسفه جنبش‌های متن‌باز و محتوای آزاد در اصول دموکراسی حمایت می‌کند تا هر شهروند علاقمند بتواند مانند یک سند ویکی، در تدوین سیاست‌ها مشارکت داشته باشد. قانون‌گذاری به‌صورت دموکراتیک برای عموم مردم گشوده می‌شود و از حکمت جمعی آنها برای کمک به فرایند تصمیم‌گیری و بهبود دموکراسی به کار گرفته می‌شود.
نظریه‌ها دربارهٔ چگونگی محدود کردن، کنترل یا امکان‌پذیر ساختن این نوع مشارکت متفاوت‌اند؛ بنابراین، نظریهٔ واحد و غالبی برای نگارش قانون‌گذاری با این رویکرد وجود ندارد. پروژه‌ها و جنبش‌های متنوعی در زمینه ایجاد سیستم‌های حاکمیت متن‌باز در حال فعالیت هستند.
بسیاری از سازمان‌های آزادی‌خواه چپ‌گرا و میانه‌روهای رادیکال در سراسر جهان، شروع به ترویج حکمرانی متن‌باز و ایده‌های سیاسی مرتبط با آن به‌عنوان جایگزینی اصلاح‌طلبانه برای نظام‌های حکومتی فعلی نموده‌اند. این گروه‌ها اغلب ریشه در ساختارهای غیر متمرکزی مانند اینترنت دارند و بر لزوم ناشناس ماندن به‌منظور حفاظت از حق آزادی بیان افراد در نظام‌های دموکراتیک تأکید ویژه‌ای دارند. با این حال، دیدگاه‌ها متفاوت‌اند، چراکه اصول حکمرانی متن‌باز هنوز به‌طور دقیق و روشن تعریف نشده‌اند.

## کاربردهای پایه‌ای
در عمل، چندین کاربرد از این رویکرد، توسعه یافته و توسط نهادهای دموکراتیک مورد استفاده قرار گرفته‌اند:
- سازوکارهای دولت باز، از جمله سازوکارهایی برای مشارکت و تعامل عمومی، مانند استفاده از آیدیااسکیل، پلتفرم مدیریت ایده‌های گوگل، مدیاویکی معنایی، گیت‌هاب و سایر نرم‌افزارهایی که توسط دولت‌های در حال حکومت فعلی بوجود آمده‌اند. این سازوکارها به خوبی توسعه یافته‌اند، به خصوص در بریتانیا و ایالات متحده، یا توسط جامعه مدنی و شهروندان به‌طور مستقیم، به عنوان مثال، پروژه پیشگامان حکمرانی باز (به انگلیسی: Opengovpioneers)[۳][۴] در بریتانیا، و پروژه پیشگامان سرمایه‌گذاری در حوزه طبیعت اسکاتلند[۵] در اسکاتلند.
- انجمن‌ها و ویکی‌های سیاست باز، که در آن‌ها می‌توان مسائل و استدلال‌های سیاسی را، چه در چارچوب احزاب سیاسی و چه بین آن‌ها، مورد بحث قرار داد و به سه شکل متمایز عمل می‌کند:
  - توسعهٔ پلتفرم حزب سیاسی، که در آن ایده‌ها از هر کسی یا تقریباً هر کسی درخواست می‌شود و تا حدی آشکارا مورد بحث قرار می‌گیرند، اما رتبه‌بندی و اختصاص منابع به توسعهٔ ایده‌ها در انحصار اعضا یا هواداران حزب است. یک نوع آن، توسعهٔ اندیشکده‌های غیرحزبی یا گروه‌های مدافع شهروندی است، همان‌طور که در کانادا رایج شده است، برای مثال ویکی‌پدیای سیاسی مؤسسهٔ دومینیون.[۶]
  - انجمن‌های شهروند خبرنگار که از قوانین سختگیرانه‌تری برای تضمین روابط قدرت برابر نسبت به آنچه معمولاً در وبلاگ‌ها وجود دارد، پیروی می‌کنند و صرفاً برای ایجاد تعادل بین قوانین افترا و آزادی بیان برای یک حوزه قضایی محلی طراحی شده‌اند (پیروی دقیق از قوانین بخشی از آرمان سیاست باز است).
  - سازوکارهای حزبی باز برای اداره و فعالیت واقعی احزاب سیاسی رسمی بدون دخالت سیاست‌های داخلی و گروه‌های ذینفع معمول که از نظر تاریخی چنین احزابی را در اختیار داشته‌اند؛ این آزمایش‌ها محدود بوده‌اند و معمولاً به شکل احزابی هستند که از طریق همه‌پرسی یا آنلاین اداره می‌شوند. نمونه بارز این مورد جنبش پنج ستاره ایتالیا است.
- در مجلس کالیفرنیا، قانون‌گذاری جمعی از طریق وب‌سایت «لوایح ویکی» از طریق یک ویکی آنلاین آغاز می‌شود و مهلت معرفی آن اوایل فوریه ۲۰۱۵ است.[۷][نیازمند به‌روزرسانی است]
- سازوکارهای ترکیبی که تلاش می‌کنند همزمان پوشش روزنامه‌نگاری، توسعه پلتفرم سیاسی، شفافیت سیاسی، مشاوره استراتژیک و نقد دولت حاکم از یک حزب را ارائه دهند. دیلی کوز شناخته‌شده‌ترین نمونه از این مورد است.

برخی مدل‌ها به‌مراتب پیشرفته‌تر از یک ویکی ساده هستند و شامل برچسب‌های معنایی، سطوح کنترل یا امتیازدهی برای میانجی‌گری در اختلافات می‌شوند؛ اما این امر همواره خطر قدرت‌گیری گروهی کوچک از مدیران را بیشتر از حالت معمول به همراه دارد، چرا که آن‌ها بر اساس جایگاه اعتمادی که در نهاد دموکراتیک دارند، ممکن است نفوذ بیشتری پیدا کنند — این موضوع مشابه مشکل رایج ویکی در مورد خرابکاری‌های رسمی توسط افرادی است که توسط مالکان یا ناشران به آن‌ها اعتماد شده است (که به آن «خرابکاری راهبران سیستم» یا «سانسور اداری» گفته می‌شود).

## سیاست مشترک و همزمان
برخی از طرفداران این رویکردها، با شباهت دادن به کد نرم‌افزاری، برای وجود یک «کدبیس مرکزی» به شکل مجموعه‌ای از سیاست‌ها که در یک مرکز ثبت عمومی نگهداری می‌شوند و به صورت بی‌نهایت قابل تکثیر هستند، استدلال می‌کنند. «توزیع‌ها» ی این پایگاه سیاست‌ها، به‌صورت دوره‌ای یا پویا منتشر می‌شوند تا در مناطق محلی استفاده شوند، که این مناطق می‌توانند «وصله»‌هایی برای شخصی‌سازی آن‌ها اعمال کنند. مناطق محلی همچنین قادرند اشتراک خود با پایگاه سیاست مرکزی را قطع کرده و آن را «شاخه‌گذاری» (به انگلیسی: Fork) کنند یا از پایگاه سیاست شخص دیگری استفاده نمایند. در واقع، حکومت ناشی از همکاری خودجوش و اصلاح خودکار بین اعضای یک جامعه شکل می‌گیرد. با اجرای این سیاست‌ها در چندین منطقه محلی، مشکلات و مسائل شناسایی و حل می‌شوند و در صورت لزوم به هسته مرکزی بازگردانده می‌شوند.
این اهداف، برای مثال، بارها در جریان آزمایش‌های حزب سبز کانادا در توسعه پلتفرم سیاسی باز ذکر شده‌اند. به عنوان یکی از بیش از صد حزب سبز ملی در سراسر جهان و با قابلیت هماهنگی سیاست‌ها میان شاخه‌های استانی و شهری در کانادا، این حزب در موقعیت مناسبی قرار داشت تا چنین مخزن مرکزی از سیاست‌ها را نگهداری کند، هرچند که از نظر قانونی از آن نهادهای دیگر مستقل است.

## تفاوت با ابتکارات پیشین
حکمرانی متن‌باز در تأکید گسترده‌تر خود بر فرایندهای مشارکتی، از ابتکارات پیشین دولت باز متمایز می‌شود. به هر حال…
| «                                                                                  | ... صرفاً انتشار نسخه‌هایی از اطلاعات دولتی برای باز بودن آن کافی نیست. | » |
| —دولت دیجیتال: ساختن بستری برای قرن بیست‌ویکم به‌منظور خدمت‌رسانی بهتر به مردم آمریکا |                                                                       |   |

## تاریخچه
پروژه «تصور هالیفاکس» (به انگلیسی: Imagine Halifax) در پاییز ۲۰۰۴ با هدف ایجاد یک مجمع شهروندی برای انتخابات در هالیفاکس، نوا اسکوشیا طراحی شد. این پروژه توسط آنجلا بیشاف، همسر مرحوم توکر گومبرگ، یکی از مدافعان برجسته ترکیب اقدام مستقیم با روش‌های سیاست‌گذاری باز، بنیان‌گذاری شد. «تصور هالیفاکس» تعدادی از فعالان را گرد هم آورد تا با استفاده از جلسات حضوری، ایمیل و پیگیری از طریق سیدویکی (به انگلیسی: Seedwiki)، یک پلتفرم تدوین کنند. هنگامی که مشخص شد همه نامزدها نمی‌توانند تمامی بخش‌های پلتفرم را تأیید کنند، این پلتفرم به مجموعه‌ای از پرسش‌ها برای نامزدها در انتخابات تبدیل شد. بهترین ایده‌ها از نامزدها با بهترین ایده‌های فعالان ترکیب شد و امتیازات نهایی بازتاب‌دهنده ترکیبی از همگرایی و نوآوری بود. برخلاف بیشتر پرسشنامه‌های مشابه، برای نامزدها آسان‌تر بود که با ارائه تفکر اصیل، برتر شوند تا فقط با توافق ساده. یکی از نامزدهای با امتیاز بالا، اندرو یانگر، در ابتدا در پروژه شرکت نداشت اما انتخاب شد و همراه با رهبر پروژه، مارتین ویلیسون، در تلویزیون ظاهر شد. این پروژه نه تنها هدف اولیه خود را از یک پلتفرم حزبی به پرسشنامه‌ای برای شهروندان تغییر داد، بلکه در جریان انتخابات نامزدی را که پیش‌تر درگیر نبود، به سمت اهداف خود جذب کرد. یکی از خروجی‌های کلیدی این تلاش، واژه‌نامه‌ای شامل حدود ۱۰۰ کلیدواژه مرتبط با قوانین شهری بود.
«پلتفرم زندگی حزب سبز کانادا» در سال‌های ۲۰۰۴–۲۰۰۵ تلاشی بسیار برنامه‌ریزی‌شده و طراحی‌شده در راستای سیاست‌ورزی باز بود. این حزب که در آستانهٔ انتخابات فدرال ۲۰۰۴ خود را برای یک موفقیت انتخاباتی آماده می‌کرد، آغاز به گردآوری نظرات شهروندان، اعضا و کارشناسان برای تدوین پلتفرم خود نمود. در طول انتخابات، حتی بازخوردهایی از سوی کاربران ترول‌های اینترنتی و حامیان دیگر احزاب نیز دریافت شد، بدون بروز مشکل جدی: ناشناس بودن افراد محترم شمرده می‌شد و اگر نظرات در چارچوب شرایط استفاده بودند، بدون حذف یا ویرایش باقی می‌ماندند.
با وجود یا شاید به دلیل موفقیت اولیهٔ این پروژه، جیم هریس، رهبر حزب، آن را متوقف کرد، هنگامی که متوجه شد این روند تهدیدی برای جایگاه او به عنوان رئیس حزب به‌شمار می‌رود.پلتفرم زندگی به‌طور کامل از کنترل حزب سبز کانادا خارج شد و به عنوان سرویسی مستقل به فعالیت ادامه داد که بعدها به OpenPolitics.ca تبدیل شد؛ بستری برای ترویج استفاده از ویکی در میان شهروندان و گروه‌های سیاسی.
حزب لیبرال کانادا نیز در جریان رقابت رهبری خود در سال ۲۰۰۶ تلاش گسترده‌ای برای نوسازی سیاست‌ها انجام داد. در این رقابت، نامزدهایی چون کارولین بنت، استفان دیون و مایکل ایگناتیف همگی تلاش کردند تا گفتگوهای سیاست‌محور و مبتنی بر موضوع را میان حامیان در فضای وب تسهیل کنند، اما همگی در ایجاد روابط افقی میان شرکت‌کنندگان ناکام ماندند و در نتیجه، سهم چشمگیری در پیشبرد فرایند نوسازی سیاست‌ها نداشتند.
پروژه‌های بسیار متنوعی که با حکمرانی متن‌باز مرتبط هستند، تحت عنوان پروژه متاگاورنمنت با یکدیگر همکاری می‌کنند. متاگاورنمنت از اصطلاح «حکمرانی مشارکتی» استفاده می‌کند، و بیشتر این پروژه‌ها در حال ساخت پلتفرم‌هایی برای حکمرانی متن‌باز هستند.
حزب دمکرات فعال یک حزب دموکراسی مستقیم است که برای ورود به پارلمان سوئد فعالیت می‌کند. دموکراسی لب یک سازمان غیرانتفاعی مستقر در سیاتل، واشینگتن است (دارای وضعیت معافیت مالیاتی 501(c)(۳)) که با پروژه اورگان ۱۵۰ همکاری دارد. این سازمان در حال ساخت یک اندیشکده عمومی آنلاین است که در آن، رأی کاربران تعیین‌کنندهٔ سیاست‌ها است و هدف آن پیوند دادن ارزش‌های افراد با دیدگاه‌هایشان دربارهٔ مسائل و سیاست‌هایی است که از آن‌ها حمایت می‌کنند.
وتورولا (به انگلیسی: Votorola) یک نرم‌افزار برای ایجاد اجماع و تصمیم‌گیری در سطوح محلی، ملی و جهانی است.
پروژه کاخ سفید ۲ تلاش می‌کرد تا دستورکار ایالات متحده را از طریق جمع‌سپاری طراحی کند و این سؤال را مطرح می‌کرد که «کاخ سفید چگونه عمل می‌کرد اگر کاملاً دموکراتیک و توسط هزاران نفر در اینترنت اداره می‌شد؟».
پروژه ویکی‌کراسی نیز بستری مبتنی بر مدیاویکی طراحی کرده است که از بیشتر معیارهای سیاست‌گذاری باز بهره می‌برد. این تلاش‌های مردمی با ابتکارات دولتی که اهداف مشابهی را دنبال می‌کنند، همراه شده‌اند. فهرست گسترده‌تری از این سازمان‌ها و سازمان‌های مشابه، به‌صورت خارجی در دسترس است.
ملبورن آینده (به انگلیسی: Future Melbourne) یک محیط مشارکتی مبتنی بر ویکی است که برای تدوین برنامه ۱۰ ساله شهر ملبورن طراحی شده است. در دوره‌های مشاوره عمومی، این پلتفرم به عموم مردم اجازه می‌دهد تا با همان سطح دسترسی ویرایشی که کارکنان شهرداری و اعضای شورای شهر دارند، برنامه را ویرایش کنند.
بازنگری قانون پلیس نیوزیلند یک ویکی بود که برای دریافت نظرات عمومی در دوره مشاوره عمومی مربوط به بازنگری این قانون مورد استفاده قرار گرفت.
در تاریخ ۱۴ ژانویه ۲۰۱۵، در کنفرانس linux.conf.au در اوکلند، نیوزیلند، آدری لوبو-پولو استرالیایی ارائه‌ای با عنوان «ارزیابی سیاست‌های دولتی با استفاده از مدل‌های متن‌باز» را داشت. او خواهان آن شد که دانش، داده و تحلیل‌های مرتبط با سیاست‌گذاری دولتی به‌صورت آزاد و بدون محدودیت در دسترس همگان برای استفاده، ویرایش و توزیع قرار گیرد — «جهانی موازی که در آن تدوین و تحلیل سیاست‌های عمومی تلاشی پویا و مشارکتی میان دولت و شهروندان است».
آدری گزارش داد که انگیزه اصلی او از این پژوهش، تردیدهای شخصی دربارهٔ ماهیت و دقت مدل‌ها، برآوردها و فرضیاتی بود که برای تهیه سیاست‌های منتشرشده در بودجه دولت فدرال استرالیا در سال ۲۰۱۴ به کار گرفته شده بودند، و این‌که آیا و تا چه اندازه تأثیر آن سیاست‌ها در دنیای واقعی پس از اجرا مورد ارزیابی قرار گرفته است.
یک گزارش معتبر با عنوان «ارزیابی سیاست‌های دولتی با استفاده از مدل‌های متن‌باز» در تاریخ ۱۰ سپتامبر ۲۰۱۵ منتشر شد.

## سیاست‌گذاری باز به‌عنوان یک نظریهٔ متمایز
نظریه سیاست‌گذاری باز، که کاربردی محدودتر از حکمرانی متن‌باز به‌شمار می‌رود، جنبه‌هایی از جنبش‌های نرم‌افزار آزاد و محتوای باز را با یکدیگر ترکیب می‌کند و روش‌های تصمیم‌گیریای را ترویج می‌دهد که ادعا می‌شود بازتر، کمتر تقابلی و توانمندتر در تعیین منافع عمومی در موضوعات سیاست عمومی هستند.
این نظریه به‌ویژه تلاش می‌کند تا با مسائلی مانند تفاوت‌های نابرابری، محدودیت‌های جغرافیایی، تعارض میان افترا و آزادی بیان سیاسی، پاسخ‌گویی نسبت به افراد تحت تأثیر تصمیمات، و قوانین و نهادهای موجود در یک حوزه قضایی به‌طور دقیق و محتاطانه برخورد کند.
در این رویکرد، تمرکز بسیار بیشتری بر ثبت و گردآوری مواضع واقعی نهادها و افراد وجود دارد تا بر تدوین پاسخ‌ها یا «راه‌حل‌های» نظری ایده‌آل. به‌عنوان نمونه، پروژه DiscourseDB صرفاً فهرستی از مقالات موافق و مخالف یک موضع مشخص را ارائه می‌دهد، بدون آن‌که تلاشی برای سازماندهی استدلال‌ها یا شواهد آن‌ها انجام دهد.
در حالی‌که برخی از سیاست‌گذاری باز را به‌عنوان نمونه‌ای از «سیاست متن‌باز» تفسیر می‌کنند، سیاست‌گذاری باز یک نظریه از بالا به پایین نیست، بلکه مجموعه‌ای از بهترین شیوه‌ها برگرفته از شهروند خبرنگار، دموکراسی مشارکتی و مردم‌سالاری مشورتی است. این رویکرد با بهره‌گیری از تجربیات دموکراسی الکترونیکی و جنبش‌های پایگاه اجتماعی اینترنت‌محور (نت‌روتس) شکل گرفته است و از چارچوب‌های استدلال‌محور برای تحلیل موضوعات استفاده می‌کند؛ چارچوب‌هایی که از دهه ۱۹۸۰ تاکنون در محیط‌های دانشگاهی و نظامی توسعه یافته‌اند.
برخی گونه‌های سیاست‌گذاری باز همچنین از نظریهٔ روش علمی و سازوکار قیمت، از جمله بازارهای پیش‌بینی و دموکراسی پیش‌نگر الهام می‌گیرند. این عناصر به سیاست‌گذاری باز اجازه می‌دهند تا در کنار مشارکت عمومی، از داده‌محوری و تحلیل آینده‌نگر نیز بهره‌مند شود.
طرفداران سیاست‌گذاری باز معمولاً در زمینه‌های قانونی نیز فعال هستند و از طریق لابی‌گری و حمایت حقوقی تلاش می‌کنند قوانین را به گونه‌ای تغییر دهند که زمینهٔ کاربرد گسترده‌تر این فناوری فراهم شود. به‌عنوان مثال، آن‌ها با پرونده‌های افترا سیاسی در کانادا مخالفت می‌کنند، در مقابله با تأثیرات بازدارندهٔ سرمای افترا (به انگلیسی: Libel Chill) فعالیت می‌کنند و خواستار شفاف‌سازی قوانین حریم خصوصی و حقوق بشر، به‌ویژه در ارتباط با روزنامه‌نگاری شهروندی هستند.
اگرچه تمرکز اصلی آن‌ها بر ابزارها نیست، اما به نظر می‌رسد پلتفرم‌های معنایی مدیاویکی و تیکی‌ویکی در میان سایر گزینه‌ها محبوبیت بیشتری دارند.

## برای مطالعهٔ بیشتر
- فرهنگ آزاد: تأملاتی در باب فرهنگ آزاد بری، دی. ام و ماس، جی. (۲۰۰۸) (در گوگل بوکز). کانادا: انتشارات پیگمالیون. پی‌دی‌اف
- برنامه‌ریزی یک دموکراسی مستقیم، مقاله‌ای در سال ۲۰۰۷ در Efficasync. روشی برای خودگردانی متن‌باز
- ما اکنون - یک پروژه سینمایی دربارهٔ قدرت همکاری جمعی، دولت و اینترنت.
- دموکراسی متن‌باز، نوشتهٔ داگلاس راشکاف، ۲۰۰۴
- قدرت برای مردم (متصل به اینترنت) مشکل سیاست چیست و آیا فناوری می‌تواند برای رفع آن کاری انجام دهد؟ نوشتهٔ میچل کاپور، ۷ اکتبر ۲۰۰۴
- بری، دی.ام. و ماس، جایلز (۲۰۰۶). نرم‌افزار آزاد و متن‌باز: گشودن و دموکراتیزه کردن جعبه سیاه دولت الکترونیک سیاست اطلاعاتی جلد ۱۱. (۱). ص. ۲۱–۳۴
- کار اسماری مک‌کارتی در پروژه پارلمان سایه و بنیاد شهروندان